# 黑名單 (調查)
「黑名單」（英語：The Black List），又稱「劇本黑名單」，是一項年度調查，針對「最受歡迎」（most-liked）但還未製成電影的剧本。該調查自2005年起每年舉行，在12月的第二個星期五由製片人富蘭克林·雷納德公布。根據官方網站聲明，因為調查對象是电影制片厂與制片公司高管，獲選的劇本可說是「最受歡迎劇本」，但並不等同「最佳劇本」。
截止至2022年，「黑名單」已收錄超過一千份劇本，其中至少有440份被製作成院線電影，包含《逃离德黑兰》、《美国骗局》、《Juno少女孕記》、《国王的演讲》、《貧民百萬富翁》、《驚爆焦點》、《神鬼獵人》、《繼承大丈夫》以及《非正常械劫案》。截止至2021年12月，獲選劇本所製成的電影總共已賺得300億美元的票房，至2017年為止已贏下50座奥斯卡金像奖。

## 歷史
2005年，第一屆「黑名單」的結果由製片人富蘭克林·雷納德彙整，他當時在莱昂纳多·迪卡普里奥創設的製片公司亞壁古道影業擔任開發主管（development executive）。雷納德寫Email給其他75名開發主管，請他們列出今年讀過最棒的十部未製作劇本。做為謝禮，他將名單彙整好並寄給參與調查的人。雷納德將調查命命為「黑名單」，一來是向自己身為的非裔美國人致敬，二來則是取荷里活黑名單的歷史典故。
2005年至2023年間，「黑名單」的首獎得主依序是：《往事如煙》、《The Brigands of Rattleborge》、《Recount》、《海狸先生》、《The Muppet Man》、《College Republicans》、《模仿游戏》、《超級選秀日》、《Holland, Michigan》、《Catherine the Great》、《Bubbles》、《Blond Ambition》、《Ruin》、《Frat Boy Genius》、《Move On》、《Headhunter》、《Cauliflower》、《Pure》、《Bad Boy》。
2019年1月27日在圣丹斯电影节上，為LGBT發聲的組織GLAAD與「黑名單」宣布將合作推出「GLAAD名單」（The GLAAD List），列出好萊塢最被看好且尚未製作的LGBT劇本。

### 規則
「黑名單」統計了各個劇本從開發主管處收到的「喜歡」（likes）數量，並據此由高到低排列名次。根據非官方統計，至今最高分的劇本是《模仿游戏》，在2011年獲得133個「喜歡」並拿下首獎。該劇本拍成的電影於2015年榮獲第87屆奧斯卡金像獎最佳改編劇本。

## 影響與評價
作品入選「黑名單」的編劇大多會發現他們更容易接到業內的其他工作，即使他們的獲選的劇本仍未得到製作機會。其中一個例子是吉姆·拉許與納特·法克森，兩人在為《繼承大丈夫》編劇之前就有劇本入選「黑名單」。2011年，Slate的專欄作家大衛·哈格倫（David Haglund）寫道，「黑名單」素以擁護「受喜愛但不好拍」（beloved but challenging）的劇本聞名，但這點有點言過其實，因為「這些都是已經在好萊塢走過一遭的劇本。另外，雖然如規矩所說，這些劇本還沒被拍成電影並上映，但好幾部都已經在拍了。」

## 作品
截止至2021年12月，超過440部劇本已經在入選「黑名單」後投入製作。包含以下作品：

### 2005年
入選劇本共286部
- 決勝21點 (2008)
- 完美狙擊 (2010)  - 原劇本名為 A Very Private Gentleman, by Laura Harrington
- All God's Children Can Dance (2009)  - 原劇本名為 K-Town Super Frog
- 碳變 (2018–2020)   - 改編成電視劇
- Anonymous（英语：Anonymous (2011 film)） (2011)  - 原劇本名為 Soul of the Age
- Armored（英语：Armored (2009 film)） (2009)
- 火線交錯 (2006)
- Balls Out: Gary the Tennis Coach（英语：Balls Out: Gary the Tennis Coach） (2009)
- 危險性追緝 (2006)
- 冰刀雙人組 (2007)
- Blind（英语：Blind (2016 film)） (2016)
- 血鑽 (2006)
- Breach（英语：Breach (2007 film)） (2007)
- The Brothers Solomon（英语：The Brothers Solomon） (2007)
- 一路玩到掛 (2007)
- 嘉年華大街 (2019-2023)  - 原劇本名為 A Killing on Carnival Row; 改編成電視劇[17]
- Chapter 27（英语：Chapter 27） (2007)
- 蓋世奇才 (2007)
- Charlie Bartlett（英语：Charlie Bartlett） (2007)
- Cougars, Inc.（英语：Cougars, Inc.） (2011)  - 原劇本名為 Mother's Little Helpers
- Dan in Real Life（英语：Dan in Real Life） (2007)
- Dangerous Parking（英语：Dangerous Parking） (2007)
- Dark Around the Stars (2013)  - 原劇本名為 Stars
- Death at a Funeral（英语：Death at a Funeral (2010 film)） (2010)
- Delirium（英语：Delirium (2018 film)） (2018)  - 原劇本名為 Home
- 嗜血法医 (2006–2013)   - 改編成電視劇
- 恐怖社區 (2007)
- The Dirt（英语：The Dirt (film)） (2019)
- 靈異豪宅 (2011)
- 極地長征 (2006)  - 原劇本名為 Antarctica
- 安德的游戏 (2013)
- 浴血任務 (2010)  - 原劇本名為 Barrow
- Factory Girl（英语：Factory Girl (2006 film)） (2006)
- Fanboys（英语：Fanboys (film)） (2009)
- 玩命關頭3：東京甩尾 (2006)
- The Forger（英语：The Forger (2014 film)） (2014)
- 自由國度 (2006)
- Fur（英语：Fur (film)） (2006)
- The Game Plan（英语：The Game Plan (film)） (2007)  - 原劇本名為 Daddy's Little Girl
- Get Low（英语：Get Low (film)） (2009)
- The Good Lie（英语：The Good Lie） (2014)  - 原劇本名為 Lost Boys of Sudan
- A Good Old Fashioned Orgy（英语：A Good Old Fashioned Orgy） (2011)
- 放風通行證 (2011)
- 全民超人 (2008)  - 原劇本名為 Tonight, He Comes
- Harold（英语：Harold (film)） (2008)
- The Hawk Is Dying（英语：The Hawk Is Dying） (2006)
- 辣手騎警 (2019)
- The Hoax（英语：The Hoax） (2006)
- 老闆不是人 (2011)
- Hot Rod（英语：Hot Rod (2007 film)） (2007)
- The Hunting Party（英语：The Hunting Party (2007 film)） (2007)  - 原劇本名為 Spring Break in Bosnia
- 声名狼藉 (2006)
- In Secret（英语：In Secret (film)） (2013)  - 原劇本名為 Terese Raquin
- Juno少女孕記 (2007)
- 铁血精英 (2011)
- 加州之王 (2007)
- 反恐戰場 (2007)
- 追风筝的人 (2007)
- 充气娃娃之恋 (2007)
- The Ledge（英语：The Ledge (film)） (2011)
- Legendary（英语：Legendary (2010 film)） (2010)  - 原劇本名為 Oxley's Road
- Life After Beth（英语：Life After Beth） (2014)  - 原劇本名為 Winged Life
- The Life Before Her Eyes（英语：The Life Before Her Eyes） (2007)  - 原劇本名為 In Bloom
- 身為人母 (2006)
- 小太陽的願望 (2006)
- Love in the Time of Cholera（英语：Love in the Time of Cholera (film)） (2007)
- 幸运数字斯莱文 (2006)
- The Maiden Heist（英语：The Maiden Heist） (2009)  - 原劇本名為 Lonely Maiden
- Mama's Boy（英语：Mama's Boy） (2007)
- 瑪格利特 (2011)
- Married Life（英语：Married Life (2007 film)） (2007)  - 原劇本名為 Marriage
- Meet Bill（英语：Meet Bill） (2007)  - 原劇本名為 Bill
- 大哥號玩轉地球 (2008)  - 原劇本名為 Starship Dave
- 國王口信 (2016)
- 敵對同謀 (2007)
- A Million Little Pieces（英语：A Million Little Pieces (film)） (2019)
- 木乃伊3：龙帝之墓 (2008)
- The Mysteries of Pittsburgh（英语：The Mysteries of Pittsburgh (film)） (2008)
- 衰腳神父 (2006)
- 內布拉斯加 (2013)
- Nick & Norah's Infinite Playlist（英语：Nick & Norah's Infinite Playlist） (2008)
- Not Another Happy Ending（英语：Not Another Happy Ending） (2013)  - 原劇本名為 Happy Endings
- 丑闻笔记 (2006)
- The Number 23（英语：The Number 23） (2007)
- One Percent More Humid（英语：One Percent More Humid） (2017)
- The Only Living Boy in New York（英语：The Only Living Boy in New York (film)） (2017)
- 華麗孽緣 (2008)
- 征服者 (2007)
- 乘客 (2008)
- Peacock（英语：Peacock (2010 film)） (2010)
- 畢業生行不行 (2009)  - 原劇本名為 Ticket to Ride
- 頂尖對決 (2006)
- 愛情限時簽 (2009)
- The Promotion（英语：The Promotion） (2008)
- 當幸福來敲門 (2006)
- 致命核料 (2006)
- Quid Pro Quo（英语：Quid Pro Quo (film)） (2008)
- 英女皇 (2006)
- Reservation Road（英语：Reservation Road） (2007)
- 世紀交鋒 (2008)
- The Sasquatch Gang（英语：The Sasquatch Gang） (2006)  - 原劇本名為 The Sasquatch Dumpling Gang
- 星塵傳奇 (2007)
- The Starling（英语：The Starling） (2021)
- Stop-Loss（英语：Stop-Loss (film)） (2008)
- 日落大道60号演播室 (2006–2007)  - 原劇本名為 Studio 7
- The Ten（英语：The Ten (film)） (2007)
- Tenure（英语：Tenure (film)） (2009)
- Things We Lost in the Fire（英语：Things We Lost in the Fire (film)） (2007)
- 時空旅人之妻 (2009)
- Turistas（英语：Turistas） (2006)
- 皮囊之下 (2013)
- 刺客聯盟 (2008)
- 后继有人 (2006)
- 告密者 (2010)
- Wild Hogs（英语：Wild Hogs） (2007)
- The Words（英语：The Words (film)） (2012)
- 世贸中心 (2006)
- X戰警：金鋼狼 (2009)
- The Year of Getting to Know Us（英语：The Year of Getting to Know Us） (2008)
- 宅男卡卡 (2009)
- 索命黃道帶 (2007)

### 2006年
入選劇本共87部
- 决斗犹马镇 (2007)
- 戀夏500日 (2009)
- A Mighty Heart（英语：A Mighty Heart (film)） (2007)
- 求愛女王 (2009)
- Assassination of a High School President（英语：Assassination of a High School President） (2008)
- 为子搬迁 (2009)  - 原劇本名為 This Must Be the Place
- The Brothers Bloom（英语：The Brothers Bloom） (2008)
- 一路玩到掛 (2007)
- 陌生的孩子 (2008)
- Crash Pad（英语：Crash Pad） (2017)  - 原劇本名為 Bim Bam Baby
- Curve（英语：Curve (film)） (2015)
- Dear Dictator（英语：Dear Dictator） (2018)  - 原劇本名為 Coup d'Etat
- 超完美告別 (2007)
- The Devil's Double（英语：The Devil's Double） (2011)
- The Disappearance of Eleanor Rigby（英语：The Disappearance of Eleanor Rigby） (2013)
- 潛水鐘與蝴蝶 (2007)
- 德古拉：永咒傳奇 (2014)  - 原劇本名為 Dracula Year Zero
- 燃燒鬥魂 (2010)
- 福斯特对话尼克松 (2008)
- 特務行不行 (2008)
- 汉娜 (2011)
- 猪头逛大街2 (2008)
- 在布鲁日 (2008)
- 少年Pi的奇幻漂流 (2012)
- 權力風暴 (2007)
- 超異能部隊 (2009)
- The Messenger（英语：The Messenger (2009 film)） (2009)
- Natural Selection（英语：Natural Selection (2011 film)） (2011)
- The Other Woman（英语：The Other Woman (2009 film)） (2009)  - 原劇本名為 Love and Other Impossible Pursuits
- Open Grave（英语：Open Grave） (2013)
- Rendition（英语：Rendition (film)） (2007)
- 歪小子史考特 (2010)  - 原劇本名為 Scott Pilgrim's Precious Little Life
- 七磅 (2008)
- 瘋狗綁票令 (2012)
- 辣妹愛宅男 (2010)
- 絕對陰謀 (2009)
- 男孩我最壞 (2007)
- 黑金企業 (2007)
- 永不止步：戴維·寇克斯的故事 (2007)
- Year of the Dog（英语：Year of the Dog (film)） (2007)

### 2007年
入選劇本共130部
- The Answer Man（英语：The Answer Man (film)） (2009)
- 搞事樂園 (2009)
- 全為愛 (2010)
- 大眼睛 (2014)
- Blindness（英语：Blindness (2008 film)） (2008)
- Blitz（英语：Blitz (2011 film)） (2008)
- 波希米亞狂想曲 (2018)
- 奪天書 (2010)
- The Book of Love（英语：The Book of Love (film)） (2016)
- 即刻毀滅 (2008)
- 天菜大廚 (2015)
- 查理必死 (2013)
- 超世紀封神榜 (2010)
- 最後一封情書 (2010)
- 崩壞人生 (2015)
- Dirty Girl（英语：Dirty Girl (2010 film)） (2010)
- 聖訴 (2008)
- 公爵夫人 (2008)
- Duplicity（英语：Duplicity (film)）  (2009)
- 鷹眼 (2008)
- 推倒白宮的男人 (2017)
- 筆羈天才 (2016)
- 醉後大丈夫 (2009)
- Happy. Thank You. More. Please.（英语：Happy. Thank You. More. Please.） (2010)
- 希区柯克 (2012)
- How to Lose Friends & Alienate People（英语：How to Lose Friends & Alienate People (film)） (2008)
- 選戰風雲 (2011)  - 原劇本名為 Farragut North（英语：Farragut North (play)）
- The Invention of Lying（英语：The Invention of Lying） (2009)  - 原劇本名為 This Side of the Truth
- 打不倒的勇者 (2009)  - 原劇本名為 The Human Factor
- 傑克萊恩：詭影任務 (2014)  - 原劇本名為 Dubai
- Jennifer's Body（英语：Jennifer's Body） (2009)
- 正義聯盟 (2017)
- Last Chance Harvey（英语：Last Chance Harvey） (2008)
- Let It Fall: Los Angeles 1982–1992（英语：Let It Fall: Los Angeles 1982–1992） (2017)[a]
- 爱情与灵药 (2010)  - 原劇本名為 Untitled Charles Randolph Pharmaceutical Film
- Management（英语：Management (film)） (2009)
- Never Let Me Go（英语：Never Let Me Go (2010 film)） (2010)
- 孤兒怨 (2009)
- 星際過客 (2016)
- Recount（英语：Recount (film)） (2008)
- 神鬼獵人 (2015)
- 末路浩劫 (2009)
- 特務間諜 (2010)
- 塞尔玛游行 (2014)
- 貧民百萬富翁 (2008)
- 啟動原始碼 (2011)
- 城中大盗 (2010)
- 華爾基利暗殺行動 (2008)
- The Wackness（英语：The Wackness） (2008)
- 迷途知返 (2013)
- Whip It（英语：Whip It (film)） (2009)
- 华尔街之狼 (2013)
- 地球末日戰 (2013)
- 拼命戰羊 (2008)
- 沒問題先生 (2008)
- 屍樂園 (2009)

### 2008年
入選劇本共105部
- 四十七浪人 (2013)
- 活個痛快 (2011)  - 原劇本名為 I'm With Cancer
- A.C.O.D.（英语：A.C.O.D.） (2013)  - 原劇本名為 ACOD: Adult Children of Divorce
- All I Wish（英语：All I Wish） (2017)  - 原劇本名為 A Little Something for Your Birthday
- 伴娘HOLD不住 (2012)
- The Back-up Plan（英语：The Back-up Plan） (2010)  - 原劇本名為 Plan B
- 霸凌女教師 (2011)
- The Beaver（英语：The Beaver (film)） (2011)
- 驚爆危城 (2013)
- Butter（英语：Butter (2011 film)） (2011)
- 失控獵殺：第44個孩子 (2015)
- 波麗士很忙 (2010)  - 原劇本名為 A Couple of Dicks
- 我的出櫃好友 (2014)  - 原劇本名為 Gay Dude
- The Debt（英语：The Debt (2010 film)） (2010)
- 繼承大丈夫 (2011)
- 緋聞教主 (2010)
- Everything Must Go（英语：Everything Must Go (film)） (2010)
- The F Word（英语：The F Word (2013 film)） (2013)  - 原劇本名為 The F-Word
- 暗黑冠軍路 (2014)
- The Fourth Kind（英语：The Fourth Kind） (2009)
- Going the Distance（英语：Going the Distance (2010 film)） (2010)
- 希望温泉 (2012)  - 原劇本名為 Untitled Vanessa Taylor Project
- 惡棍特工 (2009)
- Killing Season（英语：Killing Season (film)） (2013)  - 原劇本名為 Shrapnel
- 倫敦大道 (2010)
- 飯飯之交 (2011)  - 原劇本名為 Fuckbuddies
- 約翰連儂：不羈前傳 (2009)
- The Oranges（英语：The Oranges (film)） (2011)
- 危機女王 (2015)
- 逃出熔炉 (2013)  - 原劇本名為 The Low Dweller
- 記得我 (2010)  - 原劇本名為 Memoirs
- 福爾摩斯 (2009)
- Sleeping Beauty（英语：Sleeping Beauty (2011 film)） (2011)
- 全面封鎖 (2017)
- 型男飛行日誌 (2009)
- 先生你哪位 (2011)  - 原劇本名為 Twenty Times a Lady
- 911算命律師 (2020)  - 原劇本名為 What Is Life Worth?

### 2009年
入選劇本共97部
- 双龙出手 (2013)
- 驚魂半小時 (2011)
- Arthur（英语：Arthur (2011 film)） (2011)
- 貝城歹徒 (2012)  - 原劇本名為 Baytown Disco
- 高材生 (2019)
- 活埋 (2010)
- Cedar Rapids（英语：Cedar Rapids (film)） (2011)
- Celeste and Jesse Forever（英语：Celeste and Jesse Forever） (2012)
- Cut Bank（英语：Cut Bank (film)） (2014)
- Dark Was the Night（英语：Dark Was the Night (2014 film)） (2014)  - 原劇本名為 The Trees
- Desperados（英语：Desperados (film)） (2020)
- 臨門湊一腳 (2010)
- The Duel（英语：The Duel (2016 film)） (2016)  - 原劇本名為 By Way of Helena
- 宿敵 (2017至今)  - 原劇本名為 Best Actress; 改編成電視劇
- The Guilt Trip（英语：The Guilt Trip (film)） (2012)  - 原劇本名為 My Mother’s Curse
- 汉娜 (2011)
- 如果我留下 (2014)
- 国王的演讲 (2010)
- The Kings of Summer（英语：The Kings of Summer） (2013) – 原劇本名為 Toy's House
- 重擊防線 (2013)
- 无法无天 (2012年电影) (2012)  - 原劇本名為 The Wettest County（英语：The Wettest County in the World）
- Motor City（英语：Motor City (film)） (TBA)[20]
- 出棋制勝 (2014)
- 囚徒 (2013)
- 血紅帽 (2011)  - 原劇本名為 The Girl With the Red Riding Hood
- Restless（英语：Restless (2011 film)） (2011)
- Seeking Justice（英语：Seeking Justice） (2011)  - 原劇本名為 The Hungry Rabbit Jumps
- Shimmer Lake（英语：Shimmer Lake） (2017)
- The Sitter（英语：The Sitter） (2011)
- 社群網戰 (2010)
- The Spectacular Now（英语：The Spectacular Now） (2013)
- Take This Waltz（英语：Take This Waltz (film)） (2011)
- 爸爸的好儿子 (2012)  - 原劇本名為 I Hate You Dad
- The To Do List（英语：The To Do List） (2013)  - 原劇本名為 The Hand Job
- The True Memoirs of an International Assassin（英语：The True Memoirs of an International Assassin） (2016)
- 雨傘學院 - 改編成電視劇 (2019–2024)[b]
- The Vatican Tapes（英语：The Vatican Tapes） (2015)
- 血色孤語 (2014)
- 華爾街：金錢萬歲 (2010)  - 原劇本名為 Wall Street 2: Money Never Sleeps
- 巡邏驚很大 (2012)  - 原劇本名為 Neighborhood Watch
- 大象的眼淚 (2011)
- Z for Zachariah（英语：Z for Zachariah (film)） (2015)

### 2010年
入選劇本共76部
- Abduction（英语：Abduction (2011 film)） (2011)
- 吸血鬼猎人林肯 (2012)
- 美国骗局 (2013)  - 原劇本名為 American Bullshit
- 逃离德黑兰 (2012)
- ATM（英语：ATM (2012 film)） (2012)
- Better Living Through Chemistry（英语：Better Living Through Chemistry (film)） (2014)
- 白宫管家 (2013)
- 我的A級秘密 (2019)
- 超能失控 (2012)
- Cinema Verite（英语：Cinema Verite (2011 film)） (2011)
- 熟男型不型 (2011)
- 巨星的回信 (2015)  - 原劇本名為 Imagine
- Die in a Gunfight（英语：Die in a Gunfight） (2021)
- 明日边缘 (2014)  - 原劇本名為 All You Need Is Kill, by Dante Harper
- Everly（英语：Everly (film)） (2014)
- Freaks of Nature（英语：Freaks of Nature (film)） (2015)  - 原劇本名為 Kitchen Sink
- Fun Size（英语：Fun Size） (2012)
- 風雲男人幫 (2013)
- Get a Job（英语：Get a Job (2016 film)） (2016)
- 金爆內幕 (2016)
- How It Ends（英语：How It Ends (2018 film)） (2018)
- 飢餓遊戲 (2012)  - 原劇本名為 Hunger Games
- 海啸奇迹 (2012)
- 第一夫人的秘密 (2016)
- The Last Son（英语：The Last Son） (2021)  - 原劇本名為 The Last Son of Isaac LeMay
- 獵巫行動：大滅絕 (2015)
- 剩女追婚大作戰 (2012)
- 時凶獵殺 (2012)
- 孖展風雲 (2011)
- Murder of a Cat（英语：Murder of a Cat） (2014)
- 情约一天 (2011)
- 魔境仙踪 (2013)  - 原劇本名為 Oz: The Great and Powerful
- People Like Us（英语：People Like Us (2012 film)） (2012)  - 原劇本名為 Welcome to People
- Paint（英语：Paint (2023 film)） (2023)
- Prom（英语：Prom (film)） (2011)
- Ricky Stanicky（英语：Ricky Stanicky） (2024)
- 狡兔計畫 (2012)
- 殭屍教戰守則 (2015)  - 原劇本名為 Boy Scouts vs. Zombies
- Search Party（英语：Search Party (film)） (2014)  - 原劇本名為 Road to Nardo
- 瞞天殺機 (2014)
- 白雪公主与猎人 (2012)
- 慾謀 (2013)
- That Awkward Moment（英语：That Awkward Moment） (2014)  - 原劇本名為 Are We Officially Dating?
- 非法999 (2016)  - 原劇本名為 999
- 獵殺星期一 (2017)  - 原劇本名為 What Happened to Monday?

### 2011年
入選劇本共71部
- 會計師 (2016)
- Arizona（英语：Arizona (2018 film)） (2018)
- Bad Words（英语：Bad Words (film)） (2013)
- 還有機會說再見 (2017)
- The Broken Hearts Gallery（英语：The Broken Hearts Gallery） (2020) - 原劇本名為The Museum of Broken Relationships
- 電流大戰 (2017)
- 阿公歐買尬 (2016)
- 被解救的姜戈 (2012)
- 恐龍尤物 (2015)
- Father Figures（英语：Father Figures） (2017)  - 原劇本名為 Bastards
- 未來人 (2017–2020)   - 改編成電視劇
- Good Kids（英语：Good Kids） (2016)
- 摩纳哥王妃 (2014)
- Hidden（英语：Hidden (2015 film)） (2015)
- 殺手保鑣 (2017)
- 模仿游戏 (2014)
- Jane Got a Gun（英语：Jane Got a Gun） (2015)
- 選情尬翻天 (2019)
- 我的殭屍女兒 (2015)
- The Outsider（英语：The Outsider (2018 film)） (2018)
- 真愛BJ4 (2015)
- The Pretty One（英语：The Pretty One） (2013)
- 大夢想家 (2013)
- 換命法則 (2015)
- 性爱录影带 (2014)
- St. Vincent（英语：St. Vincent (film)） (2014)  - 原劇本名為 St. Vincent de Van Nuys
- Two Night Stand（英语：Two Night Stand） (2014)
- 當街燈亮起時 (2020)   - 改編成電視劇

### 2012年
入選劇本共78部
- 超時空亞當計畫 (2022) - 原劇本名為Our Name Is Adam
- 降临 (2016) - 原劇本名為Story of Your Life
- 圍雞總動員 (2018) - 原劇本名為Cherries
- Come and Find Me（英语：Come and Find Me） (2016)
- Don't Make Me Go（英语：Don't Make Me Go (film)） (2022)
- Draft Day（英语：Draft Day） (2014)
- 伸冤人 (2014)
- 極惡人魔 (2019)
- Fathers and Daughters（英语：Fathers and Daughters） (2015)
- 生命中的美好缺憾 (2014)
- Flower（英语：Flower (film)） (2017)
- 非正常械劫案 (2016) - 原劇本名為Comancheria
- 兔嘲男孩 (2019)
- 大法官 (2014)
- The Keeping Room（英语：The Keeping Room） (2014)
- 我們的故事未完待續 (2015)
- Murder City (2023)
- The Outcasts（英语：The Outcasts (2017 film)） (2017) - 原劇本名為The Outskirts
- 跨界失控 (2015) - 原劇本名為Almanac
- 沙堡 (2017)
- 育陰房 (2016)
- Stockholm, Pennsylvania（英语：Stockholm, Pennsylvania） (2015)
- The Survivalist（英语：The Survivalist (2015 film)） (2015)
- Sweet Virginia（英语：Sweet Virginia (film)） (2017)
- 全面進化 (2014)
- 爆裂鼓手 (2014)
- Who Framed Tommy Callahan (TBA)

### 2013年
入選劇本共72部
- 知音時間 (2019) - 原劇本名為I'm Proud of You[c]
- 美國狙擊手 (2014)
- 驗屍官 (2016)
- 蛋糕的滋味 (2014)
- Dude（英语：Dude (film)） (2018)
- The End of the Tour（英语：The End of the Tour） (2015)
- Extinction（英语：Extinction (2018 film)） (2018)
- Faults（英语：Faults (film)） (2014)
- The Gateway（英语：The Gateway (2021 film)） (2021) - 原劇本名為Where Angels Die
- Holland, Michigan（英语：Holland, Michigan (film)） (TBA)
- 炎夏之夜 (2017)
- The Independent（英语：The Independent (2022 film)） (2022)
- 怪物來敲門 (2016)
- 小飞侠：幻梦启航 (2015)
- Patient Zero（英语：Patient Zero (film)） (2018)  - 原劇本名為 Patient Z
- 追忆迷局 (2021)
- 青木原树海 (2015)
- Shovel Buddies（英语：Shovel Buddies） (2016)
- 驚爆焦點 (2015)

### 2014年
入選劇本共70部
- 美國製造 (2017)
- 辣手保姆 (2017)
- Big Time Adolescence（英语：Big Time Adolescence） (2019)
- 蒙上你的眼 (2018)
- Coffee and Kareem（英语：Coffee and Kareem） (2020)
- 速食遊戲 (2016)
- 天賦的禮物 (2017)
- Huntington（英语：Huntington (film)） (TBA) - 原劇本名為Rothchild
- Josie（英语：Josie (film)） (2018)
- LBJ（英语：LBJ (2016 film)） (2016)
- 海邊的曼徹斯特 (2016)
- 金錢怪獸 (2016)
- Morgan（英语：Morgan (2016 film)） (2016)
- My Friend Dahmer（英语：My Friend Dahmer (film)） (2017)
- 法律女王 (2018)
- 絕鯊島 (2016)
- 危牆狙擊 (2017)
- 智能囚屋 (2018)

### 2015年
入選劇本共81部
- 金錢世界 (2017)
- American Woman（英语：American Woman (2018 film)） (2018)
- Bed Rest（英语：Bed Rest (film)） (2022)
- 誰殺了大個子 (2017)
- Chappaquiddick（英语：Chappaquiddick (film)） (2017)
- Crater（英语：Crater (film)） (2023)
- Dreamland（英语：Dreamland (2019 American film)） (2019)
- Eli（英语：Eli (2019 film)） (2019)
- Lou（英语：Lou (2022 film)） (2022)
- Lucy in the Sky（英语：Lucy in the Sky (film)） (2019) - 原劇本名為Pale Blue Dot
- 攻敵必救 (2016)
- 最终行动 (2018)
- Rough Night（英语：Rough Night） (2017)
- Senior Year（英语：Senior Year (2022 film)） (2022)
- 老闆送作堆 (2018)
- 你是我的勇氣 (2017)
- Three Months（英语：Three Months） (2022)
- The Water Man（英语：The Water Man (film)） (2020)
- 奪命潘朵拉 (2017)
- 白人男孩瑞克 (2018)

### 2016年
入選劇本共73部
- 美國：一部電影 (2021)
- 惊涛飓浪 (2018)
- Bad Education（英语：Bad Education (2019 film)） (2019)
- 脫稿玩家 (2021)
- Hala（英语：Hala (film)） (2019)
- 犯罪急診室 (2018)
- I Think We're Alone Now（英语：I Think We're Alone Now (film)） (2018)
- I Am Mother（英语：I Am Mother） (2019) - 原劇本名為Mother
- 老娘叫譚雅 (2017)
- In the Blink of an Eye（英语：In the Blink of an Eye (upcoming film)） (TBA)
- Late Night（英语：Late Night (film)） (2019) - 原劇本名為Untitled Late Night Comedy
- 生命中的美好意外 (2018)
- 師情化慾 (2024)
- 氧氣危機 (2021) - 原劇本名為O2
- Palmer（英语：Palmer (film)） (2021)
- 郵報：密戰 (2017)
- 羅曼律師 (2017) - 原劇本名為Inner City
- Space Oddity（英语：Space Oddity (film)） (2022)
- Villains（英语：Villains (film)） (2019)

### 2017年
入選劇本共76部
- All My Life（英语：All My Life (2020 film)） (2021)
- Breaking News in Yuba County（英语：Breaking News in Yuba County） (2021)
- Call Jane（英语：Call Jane） (2022)
- Daddio（英语：Daddio (film)） (2024)
- 芬奇的旅程 (2021)  - 原劇本名為 Bios
- FUBAR (2023) - 改編成電視劇
- 天劫倒數 (2020)
- 無穹迴役 (2021)
- 捍衛任務：復仇芭蕾 (2025)  - 原劇本名為 Ballerina
- 絕命凱特 (2021)
- The Lodge（英语：The Lodge (film)） (2019)
- 慈母殺心 (2023)
- The Sleepover（英语：The Sleepover） (2020)
- The Survivor（英语：The Survivor (2021 film)） (2021)  - 原劇本名為  The Boxer
- Woman of the Hour（英语：Woman of the Hour） (2024) - 原劇本名為Rodney & Sheryl

### 2018年
入選劇本共73部
- 救援生死線 (2024) - 原劇本名為Black Flies
- Cobweb（英语：Cobweb (2023 American film)） (2023)
- The High Note（英语：The High Note） (2020)  - 原劇本名為 Covers
- The Half of It（英语：The Half of It） (2020)
- 王者理查 (2021)
- Little Fish（英语：Little Fish (2021 film)） (2021)
- Meet Cute（英语：Meet Cute (film)） (2022)
- 前程似锦的女孩 (2020)
- Queen & Slim（英语：Queen & Slim） (2019)

### 2019年
入選劇本共66部
- 8-Bit Christmas（英语：8-Bit Christmas） (2021)
- Breathe（英语：Breathe (2024 film)） (2024)
- 別擔心親愛的 (2022)
- 敲敲門 (2023) - 原劇本名為The Cabin at the End of the World
- 五星饗魘 (2022)
- 传话人 (2025) - 原劇本名為The Broker
- Resurrection（英语：Resurrection (2022 film)） (2022)
- 囚禁 (2022)
- 複製陰謀 (2023)
- 超吉任務 (2022)

### 2020年
入選劇本共80部
- 奇幻導航 (2025)
- Anything's Possible（英语：Anything's Possible (film)） (2022)  - 原劇本名為 What If?
- Bubble and Squeak (2025)
- 灌篮青春 (2023)
- 自由路上 (2022)
- Emergency（英语：Emergency (2022 film)） (2022)
- Fight or Flight (TBA)
- 高空殺機 (2025)
- 禁谷 (2025)
- Hold Your Breath（英语：Hold Your Breath (2024 film)） (2024) - 原劇本名為Dust
- I.S.S.（英语：I.S.S. (film)） (2024)
- If You Were the Last（英语：If You Were the Last） (2023)
- Magazine Dreams（英语：Magazine Dreams） (2025)
- 五月的你，十二月的她 (2023)
- Nanny（英语：Nanny (film)） (2022)
- Sharper（英语：Sharper (film)） (2023)
- Suncoast（英语：Suncoast (film)） (2024)

### 2021年
入選劇本共73部
- A Nice Indian Boy (2025)
- AIR (2023) - 原劇本名為Air Jordan
- Barron's Cove (2024)
- 挑戰者 (2024)
- The Family Plan（英语：The Family Plan） (2023)
- 偷破天際線 (2024)

### 2022年
入選劇本共74部
- Him（英语：Him (2025 film)） (2025) - 原劇本名為Goat
- Jingle Bell Heist（英语：Jingle Bell Heist） (TBA)

### 2023年
入選劇本共76部

## 備註
1. ↑  Initially greenlit as a narrative feature, it was shifted during development into a documentary.
2. ↑  Bomback was eventually replaced by another writer for the film adaptation, which never came to fruition. A separate television adaptation, 雨傘學院 (2019–2024), was later developed for Netflix, with the pilot episode written by 傑瑞米·史列特.
3. ↑  Another screenplay on that year's list, written by Alexis C. Jolly, also went by the title A Beautiful Day in the Neighborhood; however, while both screenplays involve 弗雷德·罗杰斯, Jolly's screenplay covers Rogers' early career and is otherwise unrelated to the script by Noah Harpster and Micah Fitzerman-Blue.

## 外部連結
- 官方网站